# مؤامرة باتلاك
مؤامرة باتلاك (تسمى أحياناً مؤامرة جيدي-باتلاك، مؤامرة باتلاك-روتلاند، أو تحليل باتلاك) هي تقنية تحليل رسومية تعتمد على نموذج المقصورة الذي يستخدم الانحدار الخطي لتحديد وتحليل الحرائك الدوائية للمتتبعات التي تتضمن امتصاصاً لا رجعة فيه، كما هو الحال في حالة الديوكسيجلوكوز. يتم استخدامه لتقييم بيانات تصوير الطب النووي بعد حقن مادة معتمة أو مشعة.
هذه الطريقة مستقلة عن النموذج لأنها لا تعتمد على أي تكوين نموذجي مجزأ محدد للمتتبع، والحد الأدنى من الافتراض هو أن سلوك المتتبع يمكن تقريبه من خلال مقصورتين – مقصورة "مركزية" (أو قابلة للعكس) تكون في توازن سريع مع البلازما، ومقصورة "محيطية" (أو لا رجعة فيها)، حيث يدخل التتبع دون أن يغادر أبداً أثناء وقت القياسات. تتراكم كمية التتبع في المنطقة محل الاهتمام وفقاً للمعادلة:
{\displaystyle R(t)=K\int _{0}^{t}C_{p}(\tau )\,d\tau +V_{0}C_{p}(t)}
حيث يمثّل {\displaystyle t} الوقت بعد حقن التتبع، و {\displaystyle R(t)} هو مقدار التتبع في المنطقة ذات الاهتمام، و {\displaystyle C_{p}(t)} هو تركيز التتبع في البلازما أو الدم، و {\displaystyle K} هو الخلوص الذي يحدّد معدل الدخول إلى المقصورة الطرفية (التي لا رجعة فيها)، و {\displaystyle V_{0}} هو حجم توزيع التتبع في المقصورة المركزية. يمثل المصطلح الأول من الجانب الأيمن أداة التتبع في المقصورة المحيطية، ويمثل المصطلح الثاني أداة التتبع في المقصورة المركزية.
وبتقسيم الطرفين على {\displaystyle C_{p}(t)}، تكون الحصيلة:
{\displaystyle {R(t) \over C_{p}(t)}=K{\int _{0}^{t}C_{p}(\tau )\,d\tau  \over C_{p}(t)}+V_{0}}
يمكن الحصول على الثوابت المجهولة {\displaystyle K} و {\displaystyle V_{0}} عن طريق الانحدار الخطي من الرسم البياني {\displaystyle {R(t) \over C_{p}(t)}} ضد {\displaystyle \int _{0}^{t}C_{p}(\tau )\,d\tau /C_{p}(t)}